# 百灵草
百灵草（学名：Marsdenia longipes）为夹竹桃科牛奶菜属的植物，是中国的特有植物。分布在中国大陆的云南等地，生长于海拔2,000米的地区，常生于土质肥厚以及湿润的灌木丛中，目前尚未由人工引种栽培。
其种加词“Longipes”意为“长梗的”，“长柄的”。

## 别名
小白药、小对节生、小掰角、云南百部（云南）